# دنيس ماكينا
دنيس ماكينا (بالإنجليزية: Dennis McKenna)‏ هو عالم إنسان أمريكي، ولد في 17 ديسمبر 1950.

## وصلات خارجية
- دنيس ماكينا على موقع IMDb (الإنجليزية)
- دنيس ماكينا على موقع ميوزك برينز (الإنجليزية)
- دنيس ماكينا على موقع ديسكوغز (الإنجليزية)
- دنيس ماكينا على موقع قاعدة بيانات الفيلم (الإنجليزية)